# Ka (faraon)

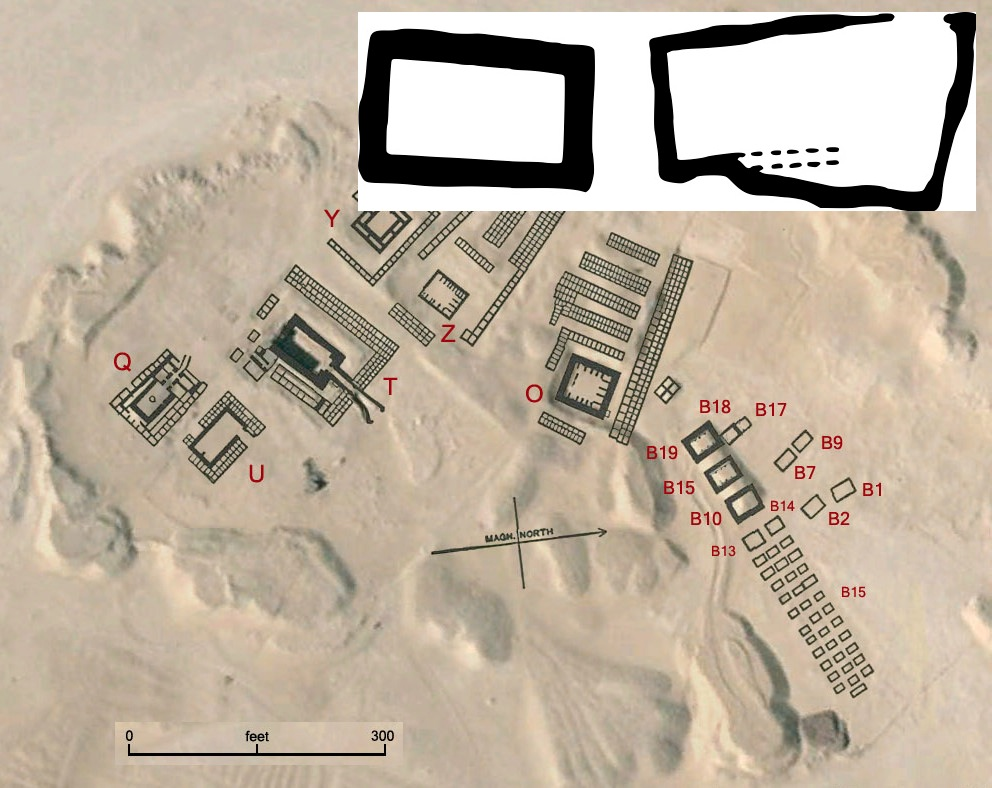
Umm el-Káb – Kaovy hrobky B7 a B9

Ka byl vládce horního Egypta z dynastie 0. Známý je též pod jménem Sechen. Někteří vědci však pochybují o existenci tohoto panovníka. Jeho předchůdce byl pravděpodobně Iry-Hor. Jeho nástupce byl buď Narmer nebo Štír II.

## Hrob
Zůstal pochovaný v Abydu (Umm el-Kábu). Hrob Kaha se skládá ze dvou komor: B7 rozměrech 6,05 m × 3,25 m a B9 o rozměrech 6,0 m × 3,10 m. V hrobě byly nalezeny části nože a keramiky se jménem krále v serechu.